# میلهوستوو
میلهوستوو (به چکی: Milhostov) یک منطقهٔ مسکونی در جمهوری چک است که در ناحیه خب واقع شده‌است.